# Tarnowski Młyn (Ptusza)
Tarnowski Młyn – osada krajeńska w Polsce położona w województwie wielkopolskim, w powiecie złotowskim, w gminie Tarnówka.
Młyn królewski należący do starostwa ujskiego, pod koniec XVI wieku leżała w powiecie nakielskim województwa kaliskiego. W latach 1975–1998 miejscowość położona była w województwie pilskim.